# 曽根美紀
曽根 美紀（そね みき、生年不明 - ）は、日本のサクソフォーン奏者である。

## 人物
数々のサクソフォーンコンサートや音楽会に出演しており、ゲストとして呼ばれることも多い。今は、中高生を中心に音楽指導もしていて、幅を広げている。
既婚であり、夫は同じくサクソフォーン奏者の雲井雅人。